# Cantonul Billère et Coteaux de Jurançon
Cantonul Billère et Coteaux de Jurançon este un canton francez din departamentul Pyrénées-Atlantiques.

## Istorie
Un nou decupaj teritorial al departamentului Pyrénées-Atlantiques a intrat în vigoare în 2015. Acesta a fost definit prin decretul din 25 februarie 2014, în aplicarea legilor din 17 mai 2013 (legea organică 2013-402 și legea 2013-403).
Cantonul Billère et Coteaux de Jurançon este format din comunele fostelor cantoane Lasseube (1 comună), Billère (1 comună) și Jurançon (3 comune). După modificarea limitelor teritoriale ale arondismentelor în 2017, acesta este situat în întregime în arondismentul Pau. Centrul cantonal se află în Billère.

## Compoziție
- Billère (reședință)
- Aubertin
- Jurançon
- Laroin
- Saint-Faust

## Date demografice
În 2021, cantonul avea 23.384 locuitori, înregistrând o creștere de +5,34% față de 2015 (Pyrénées-Atlantiques: +3,43%, Franța fără Mayotte: +2,98%).